# Voler du nuit
Voler du nuit is een nummer van de Franse zanger Calogero uit 2018. Het is de derde single van zijn zevende studioalbum Liberté chérie.
"Voler du nuit" gaat over eenheid en gelijkheid. De liedverteller 'vliegt' door de nacht en ziet van bovenaf verschillende mensen. In de tekst wil hij benadrukken dat al deze mensen, ondanks hun verschillen, toch samen één zijn. De boodschap van het nummer is dat de wereld een betere plek zou worden, als we elkaar een beetje meer zouden begrijpen. Het nummer werd een radiohit in Frankrijk, maar bereikte daar geen hitlijsten. In de Waalse Ultratop 50 kwam het tot de 14e positie.

## Tracklijst
- Muziekdownload

1. "Voler du nuit" - 3:45